# Raión de Jórtytsia
Raión de Jórtytsia (en ucraniano: Хортицький район) es un raión o distrito urbano de Ucrania, en la ciudad de Zaporiyia. 
Comprende una superficie de 19 km².

## Demografía
Según estimación 2010 contaba con una población total de 122600 habitantes.